# Al Dreares
Albert Alfred "Al" Dreares (Key West, 4 januari 1927 – 27 november 2011) was een Amerikaanse hardbop-drummer.

## Loopbaan
Dreares, een jeugdvriend van Fats Navarro, studeerde aan Hartnett Conservatory in New York. Hij speelde in de bands van Paul Williams (1953-1954) en Teddy Charles (1955). Hierna werkte hij bij bassist en bandleider Charles Mingus (1956) en in een ensemble met Randy Weston en Ahmed Abdul-Malik. In 1957 speelde hij mee op een album van Freddie Redd ("San Francisco Suite") en werkte met Kenny Burrell. Het jaar erop was hij actief bij Gigi Gryce en Jerome Richardson, in 1959 bij Phineas Newborn. In die tijd had hij ook een eigen band. Dreares nam op met onder meer Mal Waldron en Julian Euell, Bennie Green, Don Pullen, Thelonious Monk en Dizzy Gillespie.  
Albert Alfred Dreares overleed in 2011 op 84-jarige leeftijd.